# Nordlanderiana grunini
Nordlanderiana grunini är en stekelart som först beskrevs av Belizin 1968.  Nordlanderiana grunini ingår i släktet Nordlanderiana, och familjen glattsteklar. Arten är reproducerande i Sverige.